# Dopłata
Dopłata – uzupełnienie sumy, zapłata brakującej należności lub długu.
W polskim Kodeksie spółek handlowych nazwą „dopłata” określa się przewidzianą wyłącznie dla spółek z ograniczoną odpowiedzialnością (a niedostępną dla spółek akcyjnych) formę dodatkowego finansowania tych spółek przez wspólników. Zasady wnoszenia dopłat do spółki oraz ich zwrotu wspólnikom opisane są zasadniczo w art. 177–179 ksh (w Rozdziale 2 – „Prawa i obowiązki wspólników”) oraz mogą być uszczegółowione w umowie spółki.
Nazwy „dopłata” (albo „dopłata bezpośrednia”) używa się także w odniesieniu do dotacji Unii Europejskiej, wypłacanych rolnikom (w Polsce – za pośrednictwem Agencji Restrukturyzacji i Modernizacji Rolnictwa). Suma dopłat bezpośrednich wypłaconych w roku 2017 za pośrednictwem ARiMR wyniosła – do 2 stycznia 2018 r. – 9,47 mld zł, przy czym przewiduje się, że wyniesie łącznie niespełna 14,7 mld zł.